# Ezhou
Ezhou (en chino, 鄂州; pinyin, Èzhōu (escuchar)ⓘ) es una ciudad-prefectura en la provincia de Hubei, República Popular de China. En la orilla sur del río Yangtsé. Limita al norte con Huanggang, al sur con Huangshi, al oeste con Wuhan y al este con la provincia de Anhui. Su área es de 1596 km² y su población total para 2019 superó el millón de habitantes. 

## Administración
Ezhou comprende 3 localidades administradas en distritos urbanos.
- Distrito Echeng (鄂城区)
- Distrito Huarong (华容区）
- Distrito Liangzihu (梁子湖区）

## Toponimia y nombres
Desde la antigüedad existió una clan llamado E (鄂氏) que vivía y se multiplicaba cazando en estas tierras, por lo que este lugar se conoció como Edi (鄂地 'la tierra de los E'), posteriormente el clan E, unificó las tribus dispersas formando el Estado E, un reino vasallo de la dinastía Shang.
Durante la dinastía Qin, en "Edi" se formó el Condado E (鄂县) que incluía villas, aldeas, entre otros asentamientos. No existen datos históricos que permitan conocer sus nombres.
Según los registros históricos, a principios de la dinastía Han Occidental, este lugar pertenecía al feudo del general Fan Kuai (樊哙) y así se formaron nombres de lugares con el apellido Fan tales como "Fanshan" (樊山 montaña Fan), "Fanhu" (樊湖 lago Fan), "Fanchuan" (樊川 río Fan) y  "Fankou"(樊口 desembocadura Fan). Lo que apoya que "E" sea nombre o apellido de clan.
Durante el período de los Tres Reinos, Sun Quan de Wu designó a Lu Meng y Lu Xun para derrotar a Guan Yu. Luego de varias victorias, en el año 221 AD, para conmemorar este acontecimiento, Sun Quan rebautizó el condado E como Wuchang (武昌) explicándola de la frase "prosperidad mediante la fuerza militar" (以武而昌 Yǐ Wǔ'érchāng), la cual fue la capital de su gobierno.
Las Crónicas de Wuchang; Montañas y ríos  (武昌县志·山川) del período de la dinastía Qing cita el documento Historia de la Dinastía Song; Geografía el cual afirma "Wuchang recibe su nombre de la montaña Wuchang". Esto demuestra que Sun Quan adoptó el nombre de la montaña Wuchang (武昌山) situada al sur de la capital y no fueron simplemente sinogramas al azar.
En el año 229 AD, Sun Quan traslada la capital a Jianye (actual Nanjing), el estatus de Wuchang decayó. Debido a los cambios en las dinastías y divisiones administrativas, Wuchang coexistió. No fue hasta el año 1221 durante la dinastía Song del Sur, que Wuchang pasó a llamarse Shouchang (寿昌). En 1301 durante la dinastía Yuan, se restableció el nombre Wuchang.
En 1913, Wuchang se volvió a llamar Shouchang. Dado que el condado de Shouchang tenía el mismo nombre que el de Shouchang en Zhejiang, en 1914 pasó a llamarse Echeng (鄂城 'ciudad E').
En 1983, Echeng y Huangzhou (黄州) se fusionaron para formar Ezhou, la cual estaba dividida en los distritos Echeng y Huangzhou.

## Historia
Ezhou tiene una historia larga y rica. Su región administrativa fue modificada varias veces, pero el nombre se mantuvo igual hasta los Tres Reinos. Durante este período se convirtió en la capital del Reino de Wu por Sun Quan y fue nombrada Wuchang. Este nombre fue sancionado, ya que también se aplicó a la ciudad más grande de Wuchang, que pronto iba a convertirse en uno de los elementos constitutivos de Wuhan.
A lo largo de la historia de China se ha mantenido como una ciudad importante en la política, económica y militarmente por su posición estratégica a lo largo de la parte media del río Yangtse. Es también un lugar importante en la historia del Budismo.

## Economía
Ezhou tiene 6 puertos en el Yangtse incluyendo una que puede gestionar hasta 10 000 toneladas de buques. Muchas líneas de ferrocarril y carreteras nacionales importantes atraviesan el área. Esta infraestructura la convierten en un importante centro de distribución. Las industrias importantes son, materiales de construcción, textiles, productos químicos y maquinaria.
La estación de tren de pasajeros, ubicado al suroeste de la ciudad, es atendido por un gran número de trenes de pasajeros de larga distancia que pasan Ezhou en su camino a las ciudades de Wuhan, en el  oeste.